# Peter Mally
Peter Mally (19 ottobre 1958) è un ex sciatore alpino italiano.

## Biografia
Specialista delle prove tecniche originario di Merano, Mally ottenne il primo risultato internazionale in occasione degli Europei juniores di Gällivare 1976, dove vinse la medaglia di bronzo nello slalom gigante; in Coppa del Mondo ottenne il primo piazzamento il 3 marzo 1978 a Stratton Mountain nella medesima specialità (10º) e i migliori risultati il 15 gennaio 1979 a Crans-Montana e il 9 dicembre 1980 a Madonna di Campiglio in slalom speciale (4º). Ai Mondiali di Schladming 1982 si classificò 7º nello slalom speciale; nella stagione 1982-1983 in Coppa Europa vinse la classifica di slalom speciale e il 27 febbraio dello stesso anno ottenne l'ultimo piazzamento in Coppa del Mondo, a Gällivare nella medesima specialità (14º). Non prese parte a rassegne olimpiche.

## Palmarès

### Europei juniores
- 1 medaglia[1][2]:
  - 1 bronzo (slalom gigante a Gällivare 1976)

### Coppa del Mondo
- Miglior piazzamento in classifica generale: 45º nel 1979

### Coppa Europa
- Vincitore della classifica di slalom speciale  nel 1983[2]

### Campionati italiani
- 5 medaglie[3]:
  - 2 ori (slalom gigante, slalom speciale nel 1978)
  - 1 argento (slalom speciale nel 1983)
  - 2 bronzi (combinata nel 1976; slalom gigante nel 1979)